# Лаппи (губерния)
Ла́ппи, также Лапла́ндия (фин. Lapin lääni, швед. Lapplands län) — одна из шести бывших губерний (ляни) Финляндии, существовавшая с 1938 года, когда была выделена из губернии Оулу, до конца 2009 года. Занимала финскую часть исторической провинции Лаппланд (присоединенную к Российской Империи в 1809 году) и северную часть исторической провинции Похьянмаа (Эстерботтен, Остроботния), имела границы на западе со Швецией, на севере с Норвегией, на востоке с Россией, на юге, в пределах страны — с губернией Оулу.
Губерния состояла из одноимённой и единственной провинции, подразделявшуюся, в свою очередь, на 21 коммуну.
Коренным населением Лаппи являются саамы, составляющие ныне меньшинство населения губернии.
1 января 2010 года деление Финляндии на губернии упразднено, а административно-территориальной единицей первого уровня стала провинция Лаппи, занимающая, впрочем, ту же самую территорию, что и губерния.

## Природа
Различные части Лаппи сильно отличаются друг от друга. Южная и западная части — морские, речные, с пышной растительностью. В средней и восточной Лапландии преобладают леса и сопки. А в северной Лапландии, выходящей за верхнюю границу распространения древесной растительности, произрастают лишь малорослые лиственные деревца и кустарники. Сопки обычно с голой вершиной и по ним легко путешествовать.

## Герб
Герб губернии Лапландия представляет собой гербы двух исторических провинций — Лаппи и Похьянмаа (фин. Pohjanmaa, швед. Ostrobothnia), собранные воедино.